# Día Mundial del Braille
El Día Mundial del Braille es una jornada conmemorativa que se celebra anualmente el 4 de enero desde 2019, establecida por la Asamblea General de las Naciones Unidas en 2018.

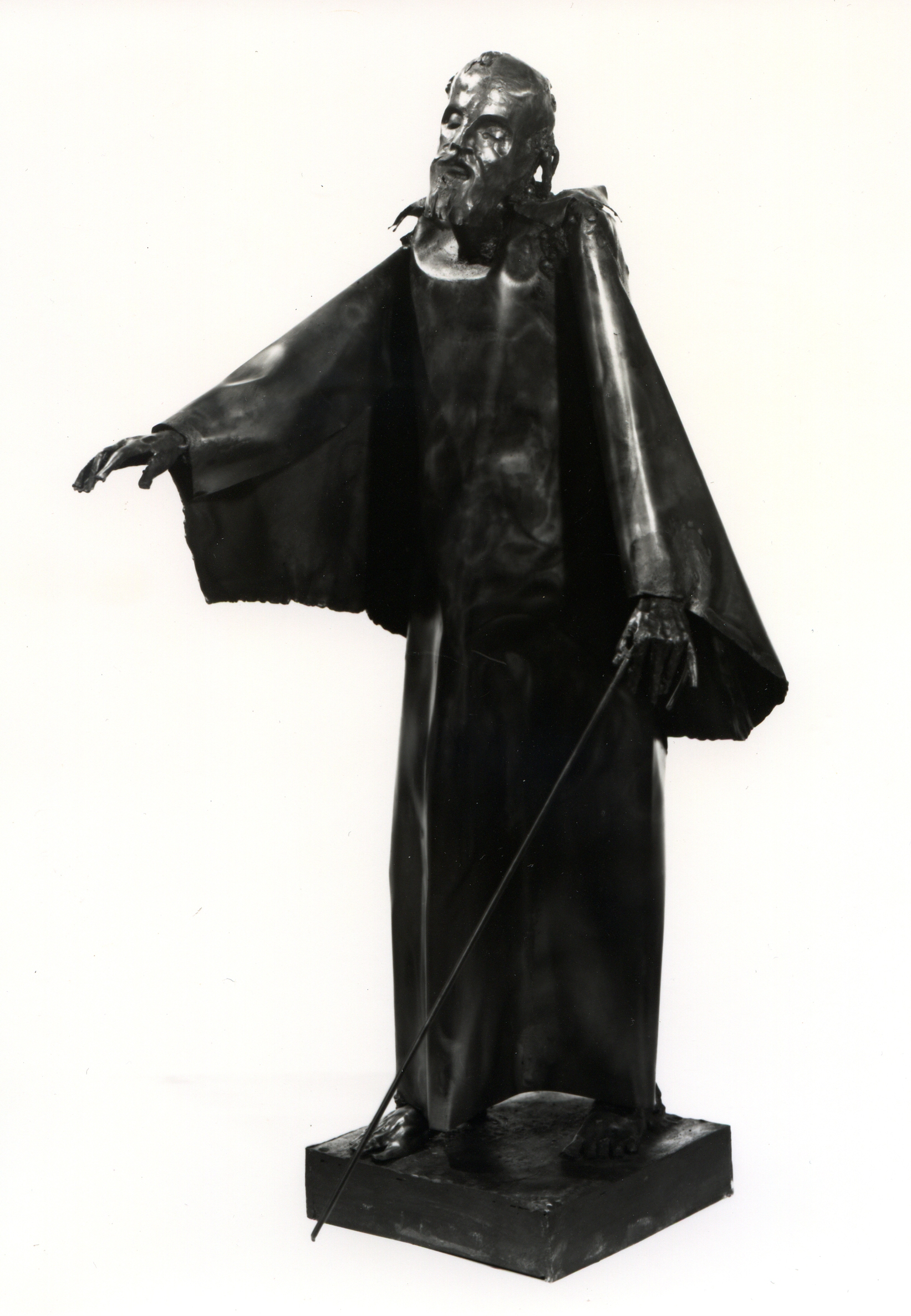

## Proclamación
La proclamación del Día Mundial del Braille fue aprobada por la Asamblea General de las Naciones Unidas en noviembre de 2018, con el objetivo de reconocer la importancia del braille y fomentar su uso como herramienta para la inclusión y acceso a la información para personas con discapacidad visual.

## Celebración
La fecha del 4 de enero se eligió para conmemorar el nacimiento de Louis Braille en 1809, quien fue un profesor francés de invidentes y creador del sistema de escritura braille que lleva su nombre. La primera celebración del Día Mundial del Braille se llevó a cabo el 4 de enero de 2019. En esta y en sucesivas celebraciones, se promueve la conciencia sobre el braille a través de actividades organizadas por diversos entes, incluidos los Estados miembros de las Naciones Unidas, organizaciones internacionales y la sociedad civil. Las celebraciones se enfocan en destacar el braille como medio fundamental para la comunicación, la educación y la independencia de las personas ciegas o con deficiencia visual. Además, se subraya la importancia de la alfabetización braille en la lucha contra la pobreza y en la promoción de los derechos humanos y libertades fundamentales de estas personas.